# Lina Herasymenko
Lina Serhivna Herasymenko (en ucraniano: Ліна Сергіївна Герасименко; Jotín, URSS,  de 19) es una deportista ucraniana que compitió en tiro con arco, en la modalidad de arco recurvo.
Ganó una medalla de plata en el Campeonato Mundial de Tiro con Arco al Aire Libre de 1997 y dos medallas en el Campeonato Mundial de Tiro con Arco en Sala, en los años 1995 y 1997.
Además, obtuvo dos medallas en el Campeonato Europeo de Tiro con Arco al Aire Libre, en los años 1996 y 1998, y una medalla de plata en el Campeonato Europeo de Tiro con Arco en Sala de 1996.
Participó en los Juegos Olímpicos de Atlanta 1996, ocupando el quinto lugar en la prueba de equipo.

## Palmarés internacional
| Campeonato Mundial al Aire Libre | Campeonato Mundial al Aire Libre | Campeonato Mundial al Aire Libre | Campeonato Mundial al Aire Libre |
| Año                              | Lugar                            | Medalla                          | Prueba                           |
| -------------------------------- | -------------------------------- | -------------------------------- | -------------------------------- |
| 1997                             | Victoria (Canadá)                | Medalla de plata                 | Equipo                           |
| Campeonato Mundial en Sala       |                                  |                                  |                                  |
| Año                              | Lugar                            | Medalla                          | Prueba                           |
| 1995                             | Birmingham (Reino Unido)         | Medalla de oro                   | Equipo                           |
| 1997                             | Estambul (Turquía)               | Medalla de bronce                | Equipo                           |
| Campeonato Europeo al Aire Libre |                                  |                                  |                                  |
| Año                              | Lugar                            | Medalla                          | Prueba                           |
| 1996                             | Kranjska Gora (Eslovenia)        | Medalla de plata                 | Equipo                           |
| 1998                             | Boé/Agen (Francia)               | Medalla de oro                   | Individual                       |
| Campeonato Europeo en Sala       |                                  |                                  |                                  |
| Año                              | Lugar                            | Medalla                          | Prueba                           |
| 1996                             | Mol (Bélgica)                    | Medalla de plata                 | Equipo                           |